# Макрохори
Макрохори (грч. Μακροχώρι) је насељено место у општини Бер у периферији Средишња Македонија, Грчка. Према попису из 2021. године било је 4.870 становника.
Према бугарском географу и историчару, Василу Канчову, у Макрохорију је 1900. године живело 365 Грка хришћана. После 1923. године насељено је 127 грчких избегличких породица из Турске, укупно 526 особа. Село се раније звало Микрогуш.